# Діно Компаньї
Діно Компаньї (італ. Dino Compagni; бл. 1255, Флоренція — 26 лютого 1324, Флоренція) — державний діяч Флорентійської республіки, торговець, поет, історик.

## Життєпис
Походив із заможної родини з так званих «жирних пополанів», що належала до цеху шовкоробів. Син Компаньо ді Періно та доньки Манетто Скалі. Продовжив батьківську справу з виготовлення шовку. Згодом став торгувати тканинами. Належав до партії гвельфів. Шість разів обирався консулом цеху шовкоробів, 1289 року стає пріором.
У 1293 році був обраний гонфалоньєром справедливості Флорентійської республіки. 1295 року підтримав прихід до влади Корсо Донаті, що став очільником гвельфів. Втім невдовзі останні поділилися на чорних та білих. Донаті очолив чорних гвельфів, а Діно Компаньї став одним з лідерів білих гвельфів (разом з Данте Аліг'єрі).
1300 року намагався замиритимісто, підтримавши заслання чорних гвельфів, а також деяких лідерів білих гвельфів. 1301 року Діно Компаньї вдруге обирається на посаду пріора. 1302 року коли Карл Валуа, союзник папи римського Боніфація VIII, збирався прибути до Флоренції, запобіг народному обуренню. В результаті урядування білих гвельфів було повалено, а Корсо Донаті повернувся до влади. Разом з Данте був засуджений до вигнання з Флоренції, але Компаньї врятувало те, що, відповідно до закону, громадянин, що був пріором протягом останнього року, не міг бути висланий з міста. Невдовзі, В подальшому перебував у своєрідному внутрішньому засланні, оскільки не міг брати участі вполітичному житті республіки. З 1306 року став складати свою історичну працю. Можливою причиною було обрання імператором Генріха VII Люксембурга, що був противником чорних гвельфів. Ймовірно смерть останнього 1313 року призвела до припинення Діно Компаньї своєї історичної розвідки.

## Творчість
Головним твором є історична праця «Хроніка подій, що відбулися в його дні». Вона є важливим джерелом з політичній і військовій історії Флоренції, охоплюючи події з 1280 до 1312 року, а також раннім пам'ятником італійської мови, рідкісним зі своєї жвавості і колориту. В праці також детально представлені життєписи головних політичних діячів, їх родовід. «Хроніка» на відміну від попередніх праць є нелише викладом подій, а й аналізом їх.
Вперше «Хроніка» була видана в 1726 році в Мілані Л. А. Муратори в 9 томі «Rerum Italicarum scriptores». Найбільш авторитетним виданням вважається випущене в 1909 році в Чітта-ді-Кастелло, підготовлене істориком і письменником Ісидоро дель Лунго для нової серії «Rerum Italicarum scriptores».
Є також автором віршів, зокрема, ряду сонетів і канцон, а також, можливо, алегоричної поеми «Розумність».

## Родина
1- Дружина — Філіпа
Діти: Ніколо, Чанго, Бартоломео, Тору, Маддалена, Діно.
2. Дружина — Чеккі ді Пуччо ді Бенвенуто з Форлі